# NGC 3225
إن جي سي 3225 (بالألمانية: NGC 3225) التي يرمز لها بالرمز NGC 3225، هي مجرة، في كوكبة الدب الأكبر.

## الاكتشاف
اكتشفت في 8 أبريل 1793، بواسطة ويليام هيرشل.

## روابط خارجية
- NGC 3225 على موقع ويكي سكاي: DSS2, SDSS, GALEX, IRAS, Hydrogen α, X-Ray, Astrophoto, Sky Map, Articles and images